# Adrienne D'Ambricourt
Adrienne D'Ambricourt est une actrice française naturalisée américaine[réf. nécessaire], née le 22 juin 1878 à Paris 8e et morte le 6 décembre 1957 à Hollywood. Elle a joué dans près de 80 films.

## Biographie

### Jeunesse
De son vrai nom Adrienne Juliette Metsu, elle naît à Paris le 22 juin 1878 de Juliette Léonie Metsu, 21 ans, et de père inconnu.

### Carrière
Sous le pseudonyme de Mlle d'Ambricourt, elle entre en 1895 dans la classe de déclamation dramatique d'Eugène Silvain au Conservatoire de Paris, où elle côtoie un jeune ténor, Émile Louis Dumontier (1872-1930), qu'elle épouse deux ans plus tard. Bien que non récompensée, elle entre comme pensionnaire à la Comédie-Française en 1898 où elle se produit sous le nom de Mme Dumontier, mais une grossesse vient interrompre sa carrière naissante au contraire de son mari, qui se partage entre l'Opéra-Comique et la province. Le couple finit par prendre ses distances pour divorcer en 1910.
Ayant repris le pseudonyme d'Adrienne d'Ambricourt, elle quitte la France pour les États-Unis après la Première Guerre mondiale et s'installe à New York, où elle joue en 1922 à Broadway dans la comédie musicale de George Gershwin et Gus Edwards, The French Doll. Elle y interprète un des rôles principaux, la baronne Mazulier. Son succès incite Louis Bourdon, impresario et nouveau directeur du théâtre des Nouveautés à Montréal, à lui proposer le poste de directrice artistique
Elle s'installe ensuite à Hollywood où elle fait ses débuts au cinéma en 1924 avec le film muet Les Loups de Montmartre aux côtés de Gloria Swanson. Lors de l'apparition du cinéma parlant, elle est sollicitée avec d'autres acteurs français d'Hollywood pour doubler en version française plusieurs films comme Quand on est belle (1931) ou Blanche-Neige et les Sept Nains (1937).
En 1932, elle participe à la création du Théâtre français de Los Angeles, dont la mission est de monter pour un public américain « les meilleures pièces du répertoire des théâtres parisiens »

### Mort
Victime d'une crise cardiaque à la suite d'un accident de voiture, elle meurt le 6 décembre 1957, à 79 ans, et est inhumée au cimetière Holly Cross de Culver City, à Los Angeles (Californie).

### Vie privée
De son union le 14 décembre 1897 à Paris 8e avec Émile Dumontier naît  un fils, Jean (1899-1966), qui deviendra lui aussi acteur. Le couple divorce le 5 mars 1910.

## Théâtre
- 1922 : The French Doll, comédie musicale de George Gershwin et Gus Edwards : la baronne Mazulier

## Filmographie partielle
- 1924 : Les Loups de Montmartre (The Humming Bird) de Sidney Olcott
- 1924 : Wages of Virtue d'Allan Dwan
- 1929 : Le Procès de Mary Dugan (The Trial of Mary Dugan) de Bayard Veiller
- 1929 : Footlights and Fools de William A. Seiter
- 1930 : The Bad One de George Fitzmaurice
- 1930  : Quelle veuve ! (What a Widow!) d'Allan Dwan
- 1930  : L'Énigmatique Monsieur Parkes de Louis Gasnier
- 1931 : Aimer, rire, pleurer (This Modern Age) de Nick Grinde
- 1931 : Quand on est belle (The Easiest Way) de Jack Conway (doublage français)
- 1931  : Nuit d'Espagne d'Henry de La Falaise : Julie
- 1931  : Transgression de Herbert Brenon
- 1931  : Svengali de Archie Mayo
- 1932 : Jenny Lind d'Arthur Robison
- 1933 : Sérénade à trois d'Ernst Lubitsch
- 1934 : La Veuve joyeuse d'Ernst Lubitsch
- 1935 : Peter Ibbetson de Henry Hathaway
- 1935  : Sylvia Scarlett de George Cukor
- 1936 : Le Grand Ziegfeld de Robert Z. Leonard
- 1937 : Blanche-Neige et les Sept Nains : la Reine et la Sorcière (premier doublage français)[11]
- 1937  : L'Heure suprême de Henry King
- 1939 : Pack Up Your Troubles de H. Bruce Humberstone : Mme Marchand
- 1939  : Dans la cité obscurcie (City in Darkness) de Herbert I. Leeds : la propriétaire
- 1942 : Casablanca de Michael Curtiz
- 1943 : Le Chant de Bernadette de Henry King
- 1944 : Le Port de l'angoisse de Howard Hawks
- 1945 : Paris Underground de Gregory Ratoff